# Großsteingrab Groß Molzahn
Das Großsteingrab Groß Molzahn war eine megalithische Grabanlage der jungsteinzeitlichen Trichterbecherkultur bei Groß Molzahn im Landkreis Nordwestmecklenburg (Mecklenburg-Vorpommern). Es wurde im Herbst 1834 zur Gewinnung von Baumaterial zerstört und dabei untersucht. Sein genauer Standort ist nicht überliefert. Es lag auf einem Hügel und besaß eine nord-südlich orientierte Grabkammer mit einer Länge von 10 Fuß (ca. 3 m), einer Breite von 6 Fuß (ca. 1,8 m) und einer Höhe von 5 Fuß (ca. 1,5 m). Es bestand aus zehn großen Steinen, von denen einer gesprungen war. Decksteine waren nicht mehr vorhanden. Die Zwischenräume der Wandsteine waren mit Trockenmauerwerk verkleidet. Der Beschreibung nach könnte es sich um einen Großdolmen gehandelt haben, Ewald Schuldt führte die Anlage allerdings als Großsteingrab unbestimmten Typs. Ein Kammerpflaster wurde nicht festgestellt, lediglich eine Sandschicht. Den einzigen Fund stellte ein Knochen dar. Ob es sich um einen Menschen- oder Tierknochen handelte, ist unklar.